# Polystichum lanuginosum
Polystichum lanuginosum là một loài dương xỉ trong họ Dryopteridaceae. Loài này được Keys. mô tả khoa học đầu tiên năm 1873.
Danh pháp khoa học của loài này chưa được làm sáng tỏ. 